# الجامعة التونسية لرياضات الفروسية
الجامعة التونسية لرياضات الفروسية (بالفرنسية: Fédération tunisienne des sports équestres)‏ هي جامعة رياضية تونسية تأسست في 1964، تشرف على رياضة الفروسية في تونس.

## أهداف
تهدف الجامعة إلى:
- تنظيم وتطوير ومراقبة ممارسة رياضة الفروسية بمختلف أشكالها على التراب التونسي.
- إدارة وتنسيق أنشطة الجمعيات التي تضم الأعضاء الممارسين لرياضة الفروسية بمختلف أشكالها.
- الدفاع عن مصالح رياضة الفروسية في تونس.

## المسيرون
- الرئيس: حاتم المرناوي
- نائب الرئيس:
- أمين مال:
- الأعضاء:
- الأمين العام:

## عضوية
وهي عضو بالاتحاد الدولي للفروسية.

## مقالات ذات صلة
- فروسية
- سباق الخيل

## وصلة خارجية
- الموقع الرسمي للجامعة التونسية لرياضات الفروسية.